# سوراچکووو
سوراچکووو (به صربی: Svračkovo) یک منطقهٔ مسکونی در صربستان است که در پوژگا واقع شده‌است. سوراچکووو ۲۲۲ نفر جمعیت دارد.